# Bofete
Bofete – miasto i gmina w Brazylii, w stanie São Paulo. Znajduje się w mezoregionie Bauru i mikroregionie Botucatu. 

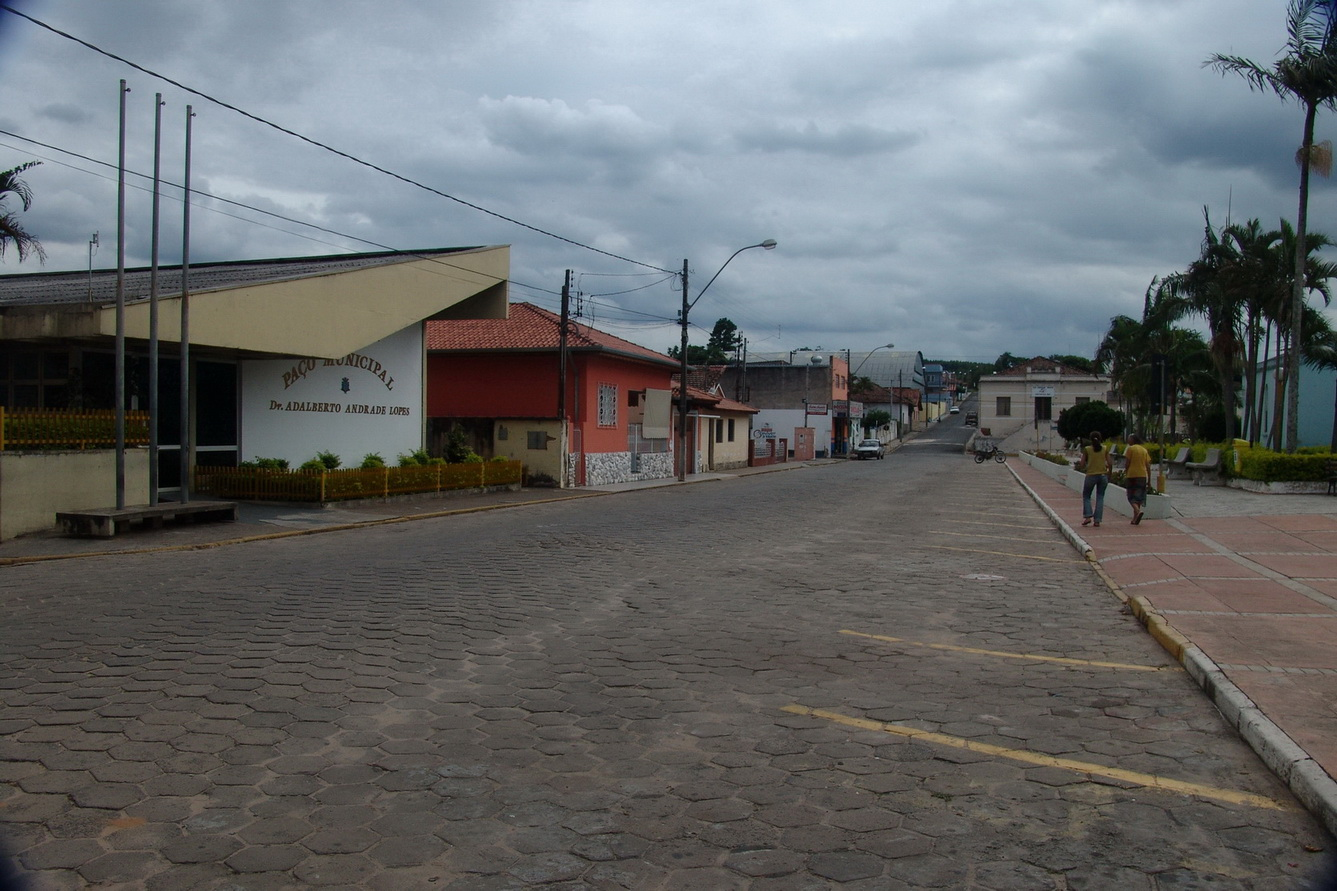
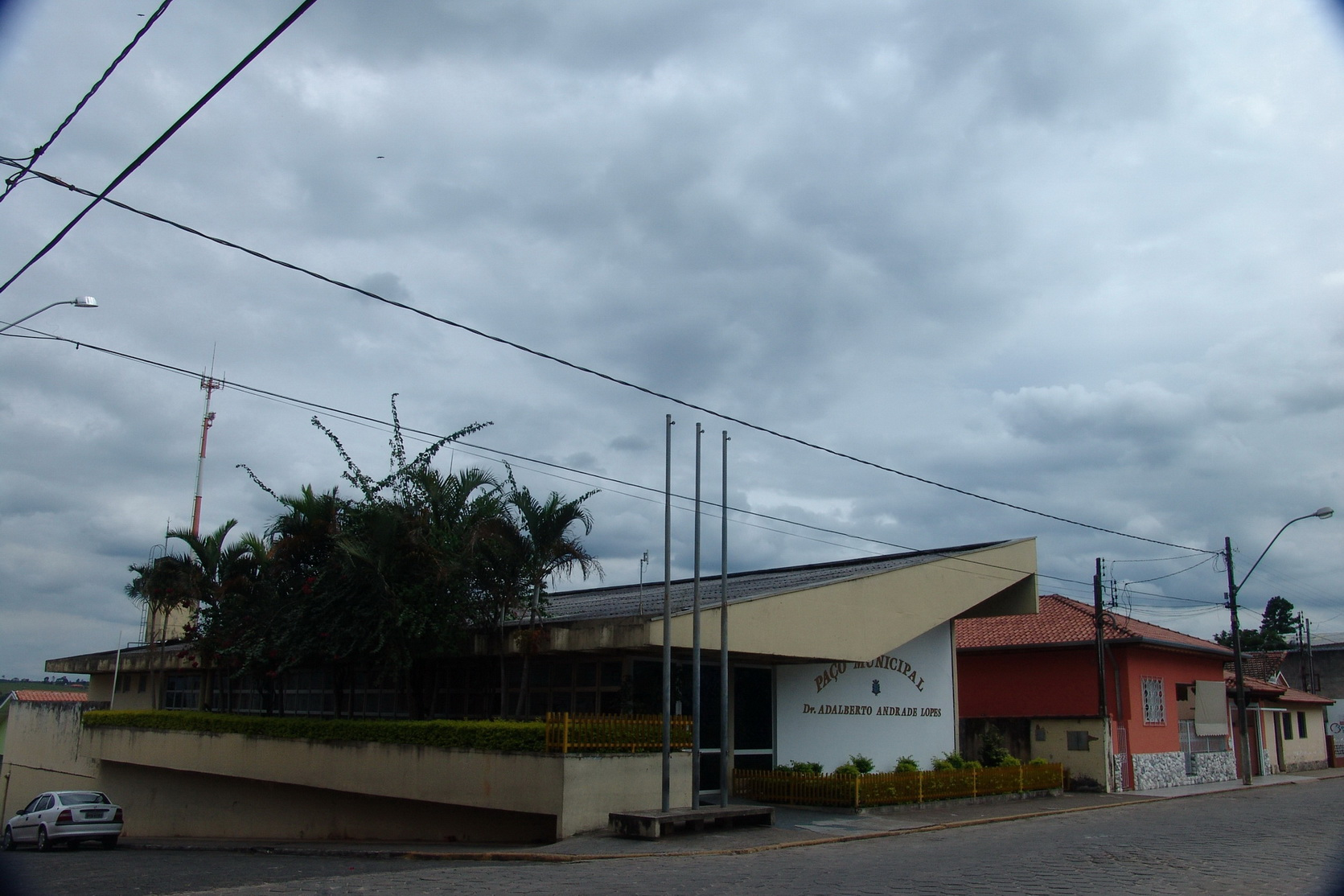
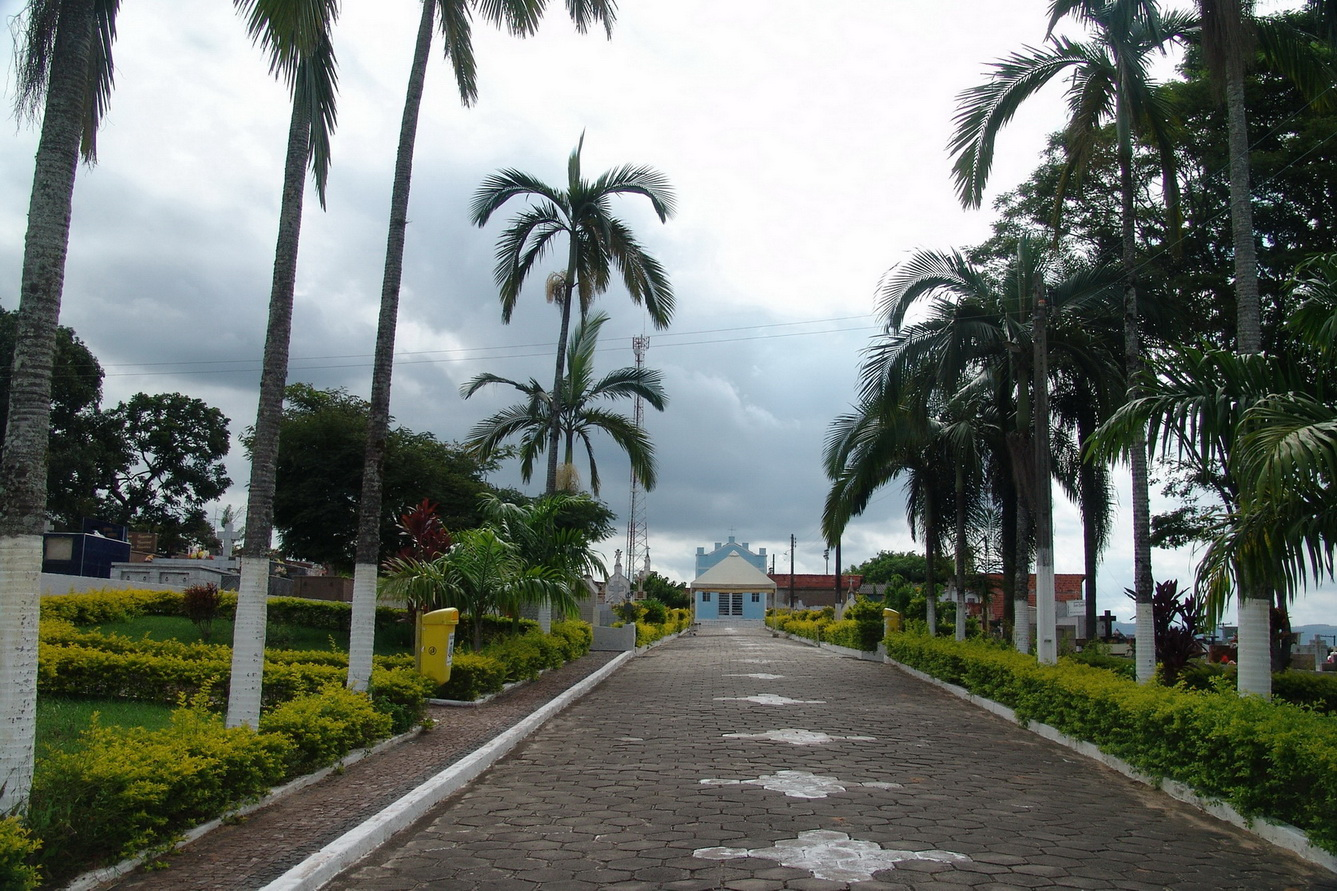
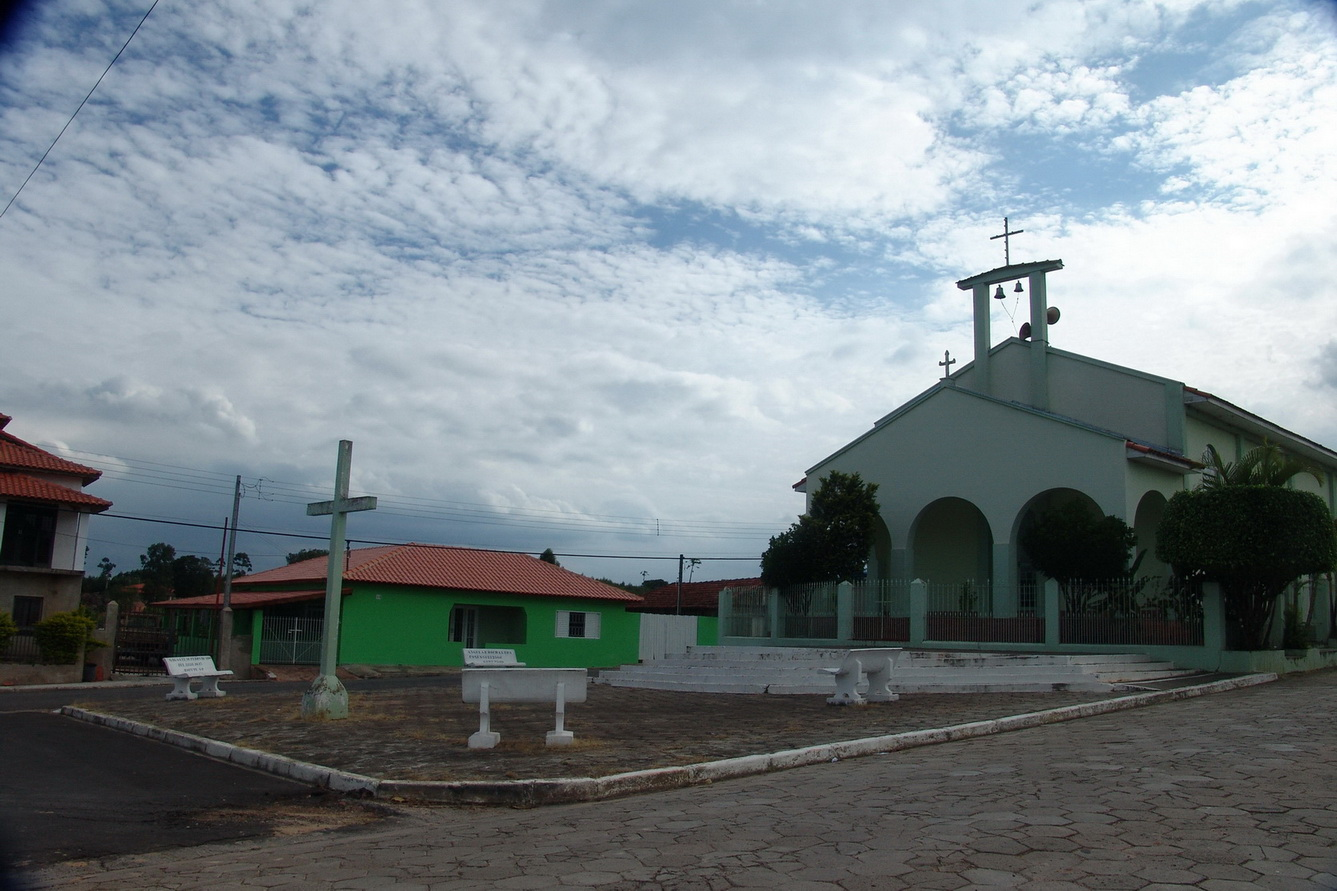
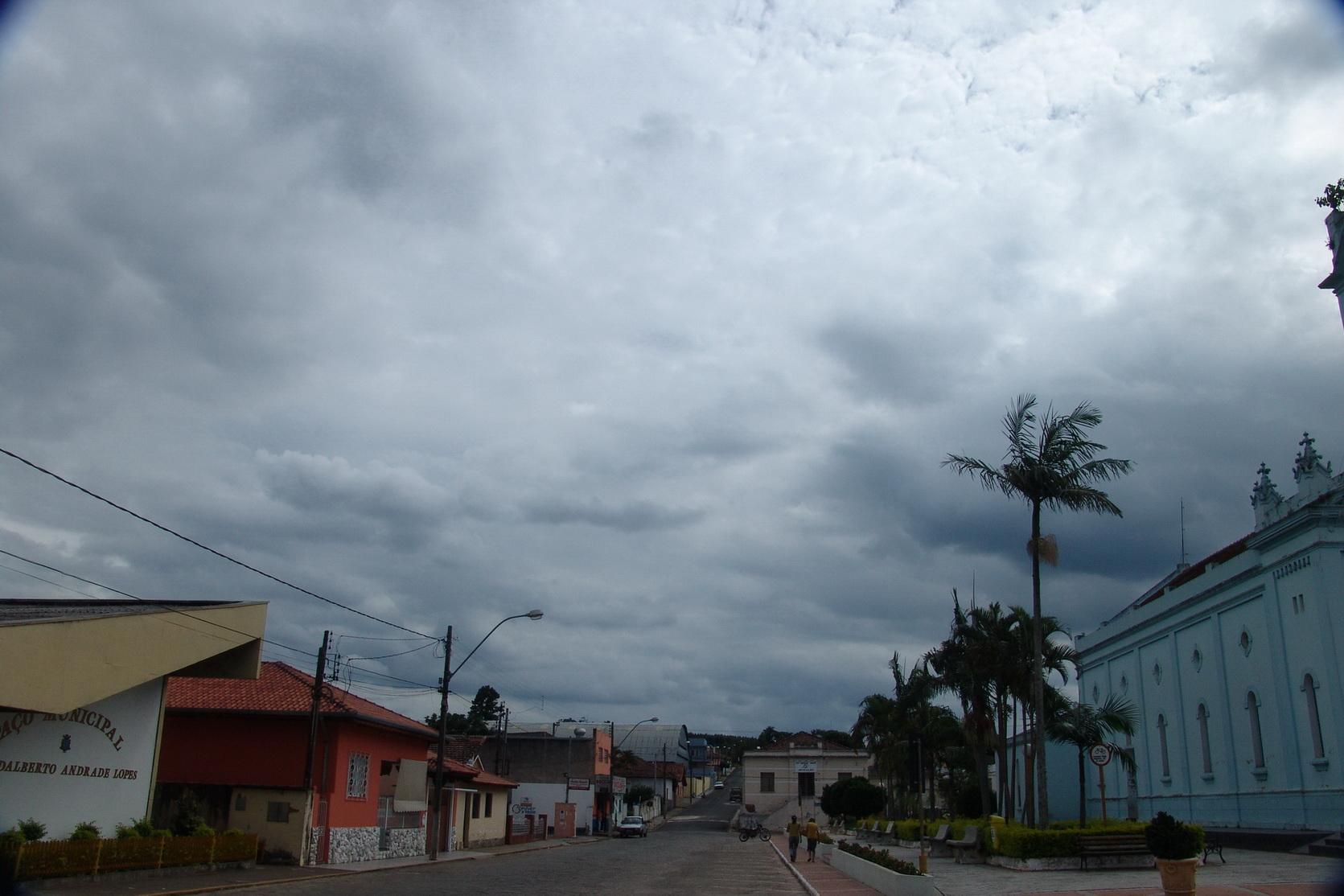